# Harry Owens
Harry Owens, född 18 april 1902 i O'Neill i Nebraska, död 12 december 1986, var en amerikansk orkesterledare, kompositör och sångtextförfattare.